# 漆畑慶将
漆畑 慶将（うるしばた けいすけ、1988年4月20日 - ）は、日本の実業家であり、株式会社OKPRの創業者。兵庫県出身だが、実家がある静岡県の病院で生まれる。 ラジオパーソナリティ。スタートアップ支援者。

## 略歴
兵庫県出身。
株式会社美人時計（現:BIJIN&Co.株式会社）や株式会社三菱UFJ銀行を経て、2016年に株式会社OKPRを設立し、代表取締役CEOに就任。
2020年2月には株式会社OKPRをM&Aし、株式会社VOYAGE GROUP（現:株式会社CARTA HOLDINGS）入りする。
情報経営イノベーション専門職大学の客員教授や、東京や瀬戸内のラジオ番組「STARTUPS SELECTION®」メインパーソナリティも務める。公益財団法人東京都中小企業振興公社の相談員や独立行政法人中小企業基盤整備機構の中小企業アドバイザーなども兼任。

## 経歴
- 2016年7月　株式会社OKPRを設立し、代表取締役に就任。
- 2020年2月　M&Aにて株式会社VOYAGE GROUP（現:株式会社CARTA HOLDINGS）入り

## 出演

### ラジオ
現在
- STARTUPS SELECTION TOKYO（2021年4月 - 、FM世田谷・FM立川）
- SETOUCHI STARTUPS SELECTION（2022年4月 - 、RCCラジオ・RSKラジオ・BSSラジオ ・KRYラジオ ）
- TOHOKU STARTUPS SELECTION（2023年3月 - 、TBCラジオ）
- CHUBU STARTUPS SELECTION（2023年5月21日 - CBCラジオ）

過去
- HOKKAIDO STARTUPS SELECTION（2022年7月3日 - 2022年10月30日、STVラジオ）